# LittleRagerGirl
Abril Gené Capriles, més coneguda a la xarxa com Abby o LittleRagerGirl (Palma, 28 de desembre del 2000), és una streamer mallorquina.
És una de les principals creadores de contingut d'Espanya a la plataforma Twitch, on compta amb més de 550.000 seguidors (novembre de 2022). També té un canal a Youtube amb més de 127.000 subscriptors. Ha participat en diversos esdeveniments competitius i, des de finals del 2020, forma part de Giants Gaming, l'equip d'e-sports patrocinat per Vodafone.